# Bël e cöt
Il Bël e cöt  (noto anche come bel e cot o belecot) è un insaccato che, come indica il nome, viene venduto già cotto ed è simile al cotechino, da cui si differenzia per l’aggiunta di tagli di carni magre. È un prodotto tipico della zona di Russi (Provincia di Ravenna).

## Preparazione
Si prepara riempiendo il budello di pecora o di vitellonecon un impasto a base di diverse parti del maiale: guanciale, testa disossata e senza orecchie, cotenna, e anche un po' di carne muscolosa, condite con sale grosso, pepe, chiodi di garofano, cannella, noce moscata e zucchero. La consistenza del prodotto è morbida e la presenza della cotenna produce il cosiddetto inciach, cioè l’effetto leggermente colloso dovuto alla lunga cottura che diffonde il collagene.

## Sagra
A Russi durante la penultima settimana di settembre si tiene annualmente la Fira di Sett Dulur, dove il Bël e cöt viene venduto già cotto e caldo. È generalmente consumato su una fetta di pane insipido o stretto nella piadina e accompagnato dal Canèna nòva (vino rosso frizzante ancora in fermentazione).